# 瑪麗亞·路易絲·阿爾貝汀

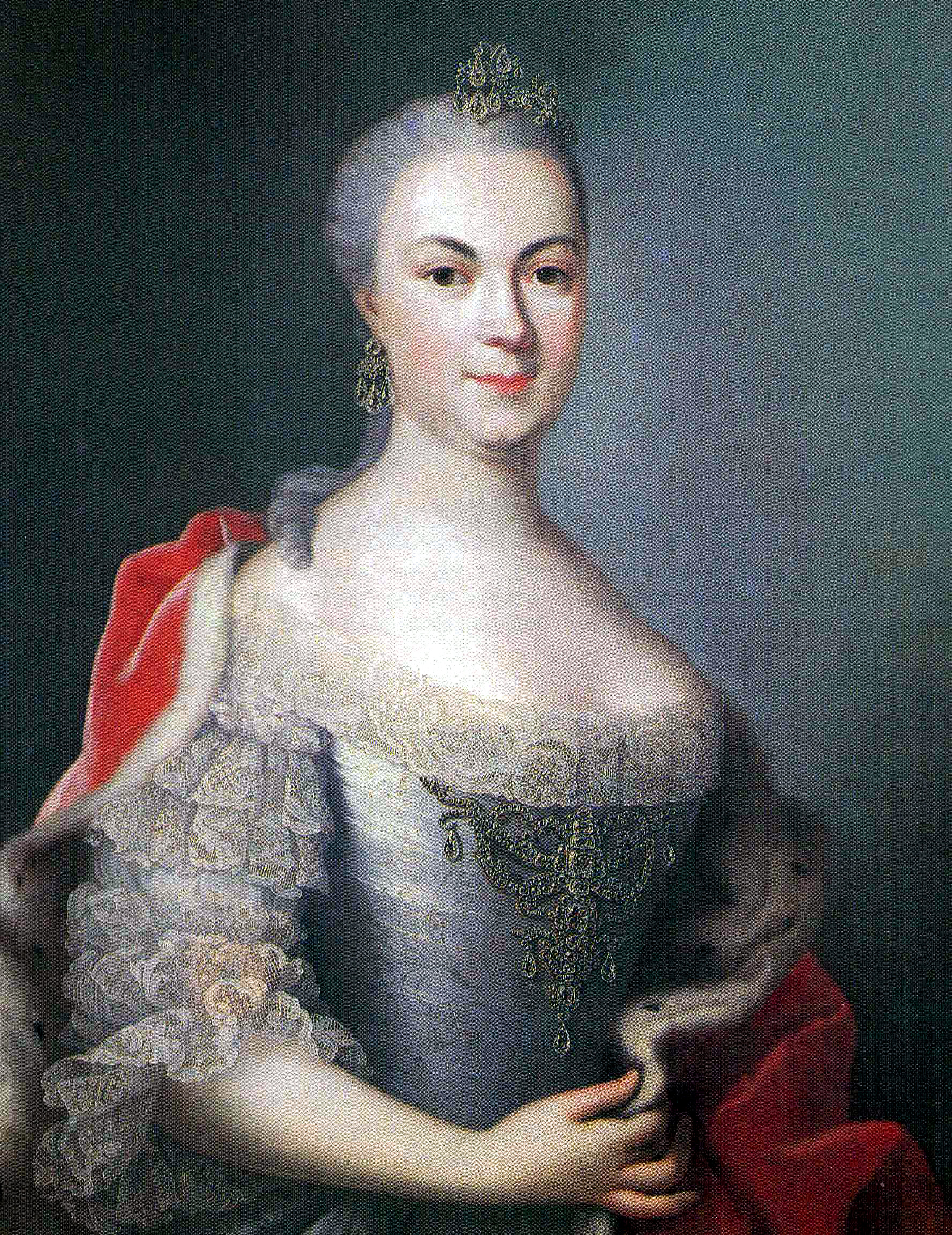
瑪麗亞·路易絲·阿爾貝汀

瑪麗亞·路易絲·阿爾貝汀（德語：Maria Luise Albertine，1729年3月16日—1818年3月11日），萊寧根-達格斯堡-法爾肯堡伯爵克里斯蒂安·卡爾·萊因哈德的女兒，萊寧根家族的成員。

## 家庭
1748年，瑪麗亞·路易絲·阿爾貝汀與黑森-達姆施塔特伯爵路德維希八世的次子格奧爾格·威廉結婚，兩人共有4子4女：
1. 路德維希·格奧爾格·卡爾（英语：Prince Louis George Charles of Hesse-Darmstadt）（1749年—1823年）
2. 弗蕾德里克（1752年—1782年）
3. 格奧爾格·卡爾（英语：Prince George Charles of Hesse-Darmstadt）（1754年—1830年）
4. 夏洛特（英语：Princess Charlotte of Hesse-Darmstadt）（1755年—1785年）
5. 卡爾·威廉·格奧爾格（1757年—1797年）
6. 腓特烈·格奧爾格·奧古斯特（德语：Friedrich Georg August von Hessen-Darmstadt）（1759年—1808年）
7. 路易絲（1761年—1829年）
8. 奧古斯塔·威廉明妮（1765年—1796年）